# Yamaha Drums
Yamaha Drums è una divisione della Yamaha Corporation, specializzata nella produzione di batterie e percussioni. Attiva dal 1967, tra i nomi più conosciuti nel campo percussivo e si avvale di importanti endorser in tutto il mondo. La Yamaha fornisce anche percussioni classiche come timpani, marimba, xilofono, vibrafono, campane tubolari, glockenspiel, nonché batterie elettroniche.
I suoi prodotti sono fabbricati principalmente a Osaka in Giappone, in Indonesia e alcuni processi di manifatturazione sono eseguiti in Cina. Nel 1987 ha acquistato la Premier, azione che permise alla Yamaha di affermarsi anche in suolo europeo ma nel 1992 ha permesso all'azienda inglese di ritornare autonoma, vendendole le proprie quote azionarie.

## Serie

### Economiche
- Gigmaker
- Tour Custom
- Stage Custom
- Stage Custom Birch

### Professionali

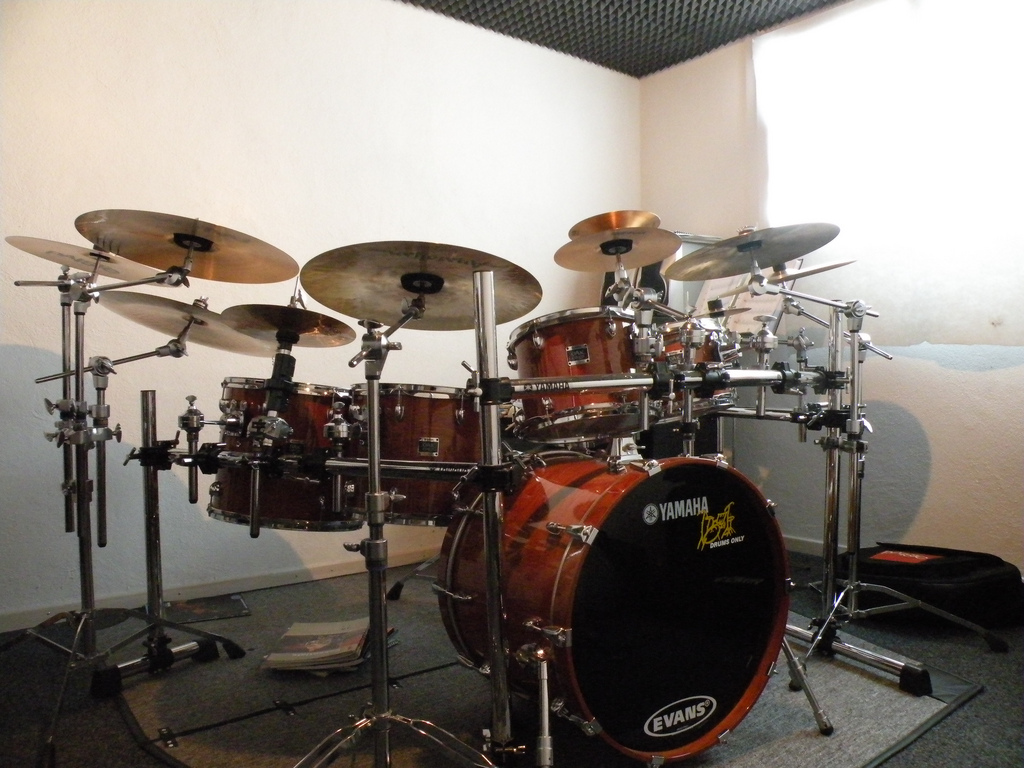
Yamaha Oak Custom

- Phoenix (o PHX)
- Recording Custom
- Maple Custom Absolute
- Oak Custom

### Modelli Signature
- Rick Marotta Signature Hipgig
- Al Foster Signature Hipgig
- Manu Katche Signature Junior Hipgig
- Steve Jordan Cocktail Hipgig

### Rullanti Signature
- SD-6465MB (Mike Bordin Signature)
- SD-2455JC (Jimmy Chamberlin Signature)
- MSD-14AF (Anton Fig Signature)
- SD-255ASG, BSD-14ASG, MSD-14ASG (Steve Gadd Signature)
- SD-435ADG (David Garibaldi Signature)
- SD-655ARH (Roy Haynes Signature)
- WSD-13AJ (Akira Jimbo Signature)
- SD-455AMK, SD-465AMK (Manu Katché Signature)
- BSD-1465NJR (Jr Robinson Signature)

## Artisti Yamaha del passato e del presente
- Tommy Aldridge (Ozzy Osbourne, Black Oak Arkansas, Whitesnake)
- Carter Beauford (Dave Matthews Band)
- Mike Bordin (Faith No More, Ozzy Osbourne)
- Larry Mullen (U2)
- Paul Bostaph (Slayer, Testament)
- Matt Cameron (Pearl Jam, Soundgarden)
- Jimmy Chamberlin (The Smashing Pumpkins)
- Billy Cobham (Mahavishnu Orchestra, Miles Davis, Peter Gabriel)
- Vinnie Colaiuta (Frank Zappa, Chick Corea, Sting, Vasco Rossi)
- Peter Erskine (Steps Ahead, Weather Report)
- Anton Fig (Miles Davis, Bruce Springsteen, Kiss, Ace Frehley)
- Al Foster (Miles Davis, Joe Henderson, Herbie Hancock)
- Steve Gadd (Chick Corea, Paul Simon, Eric Clapton, George Benson)
- David Garibaldi (Tower of Power, Gino Vannelli)
- Roy Haynes (Charlie Parker, Bud Powell, Stan Getz, Sarah Vaughan)
- Hellhammer (Mayhem, Arcturus, Dimmu Borgir)
- Manu Katché (Sting, Dire Straits, King Crimson)
- Akira Jimbo (Casiopea, Keiko Matsui)
- Elvin Jones (John Coltrane, Miles Davis, Charlie Parker)
- Pat Mastelotto (Mr. Mister, Scandal, Kenny Loggins)
- Nick Menza (Megadeth)
- Christian Meyer (Elio e le Storie Tese)
- Cozy Powell (Rainbow, Black Sabbath, Michael Schenker Group)
- Dave Weckl (Dave Weckl Band, Chick Corea, George Benson)
- Neil sanderson (Three Days Grace)